# Parque Nacional El Sabinal
Parque Nacional El Sabinal är en nationalpark i Mexiko.   Den ligger i delstaten Nuevo León, i den centrala delen av landet, 700 km norr om huvudstaden Mexico City. Parque Nacional El Sabinal ligger 500 meter över havet.